# Экологический расизм
Экологический расизм — это экологическая несправедливость, которая проявляется в окружающей среде и в политике в расовом контексте.

## История
В 1982 году термин был введен Бенджамином Чависом, который в то время был исполнительным директором Комиссии по расовому правосудию Объединённой церкви Христа (UCC), после сброса опасных отходов ПХБ в городе в округе Уоррен, штат Северная Каролина. Отчеты UCC и Главной бухгалтерии США (GAO) по этому делу в Северной Каролине привлекли внимание общественности к тесной связи между местами размещения опасных отходов и бедными районами. Ранние активисты экологического расизма Чавис и Роберт Буллард указывали на институционализированный расизм, вытекающий из политики правительства и корпораций, которая привела к экологическому расизму. Такие практики, как красное планирование, зонирование и планирование адаптации дальтоников, и факторы, включающие низкий социально-экономический статус жителей, а также отсутствие политической представленности и мобильности, способствуют расизму окружающей среды.
Экологический расизм может быть объяснён несколькими способами и в большинстве случаев включает в себя четыре уникальных модели. Первая — воздействие опасных отходов. Это также можно определить, вычислив, насколько сообщество уязвимо для таких проблем, как наводнения. Доступность питьевой воды также может помочь в оценке экологической справедливости. Наконец, дискриминационная программа обращения с отходами также может считаться случаем экологической несправедливости. Некоторые социологи утверждают, что часть причин экологического расизма являются преднамеренными, например, сброс опасных отходов в малочисленных/неблагополучных населенных районах. Помимо намеренных причин, этот тип расизма также может быть вызван структурными и институциональными элементами. Чавис определил пять категорий экологического расизма. Во-первых, он назвал это расовой дискриминацией при определении экологической политики. Которая проявляется в преднамеренном сбросе токсичных отходов в цветных районах. Чавис также назвал это официальным санкционированием опасных ядов и загрязняющих веществ в общинах меньшинств. Наконец, он назвал это историей исключения цветных людей из числа лидеров в экологических организациях/ У других активистов, таких как Роберт Буллард, также было свое определение термина, утверждающего, что он относится к любой политике или директивам, которые по-разному наносят вред людям, группам или даже сообществам в зависимости от их цвета кожи.
Признание экологического расизма привело к появлению общественного движения за экологическое правосудие, которое началось в Соединенных Штатах в 1970-х и 1980-х годах. Хотя экологический расизм исторически был связан с движением за экологическое правосудие, на протяжении многих лет этот термин все больше отделялся от движения за экологическое правосудие. В ответ на случаи экологического расизма организации и кампании стали уделять больше внимания экологическому расизму при разработке политики и подчеркивают важность участия меньшинств в разработке политики. Хотя экологический расизм был придуман в США, он также происходит на международном уровне. Примеры включают в себя экспорт опасных отходов в бедные страны на глобальном юге с применением слабой экологической политики и мер безопасности (убежища от загрязнения). Маргинализированные сообщества, которые не имеют социально-экономических и политических средств противодействия крупным корпорациям, подвергаются риску экологически расистской практики, которая наносит ущерб и иногда губителена для людей. Экономические статусы и политические позиции являются решающими факторами при рассмотрении экологических проблем, поскольку они определяют среду обитания человека. Люди, которые не имеют таких привилегий, обычно страдают от экологических проблем.
Экологический расизм пересекает границы стран и рассматривается ниже в контексте экологического расизма, который произошел за пределами США, где этот термин был придуман.

## Предпосылки
В Соединенных Штатах первым докладом, в котором была проведена взаимосвязь между расой, доходом и риском воздействия загрязняющих веществ, был «Ежегодный доклад президенту» Совета по качеству окружающей среды в 1971 году в ответ на сброс токсичных отходов в афроамериканском сообществе в графстве Уоррен, Северная Каролина После протестов в округе Уоррен, штат Северная Каролина, Главное управление бухгалтерского учёта США (GAO) опубликовало отчет по этому делу в 1983 году, а Объединенная церковь Христа (UCC) изучила отчет, исследующий концепцию в 1987 году, прослеживающую связь между расой и размещение объектов опасных отходов. Таким образом, протест в округе Уоррен был важным событием в подстрекательстве меньшинства к участию в движении за экологическую справедливость на низовом уровне путем рассмотрения случаев экологического расизма. Активист Бенджамин Чавис, который в то время был исполнительным директором Комиссии по расовому правосудию Объединённой Церкви Христа, ввел термин « экологический расизм 1982» в ответ на это дело.
Начиная с новаторских отчетов об экологическом расизме в округе Уоррен, Северная Каролина, накопление исследований и сообщений о случаях экологического расизма и несправедливости привлекло повышенное внимание общественности в США и в конечном итоге привело к президентом Биллом Клинтоном в 1994 году Исполнительного Закона 12898 . Это был исторический шаг в борьбе с экологической несправедливостью на политическом уровне, особенно в рамках движения за защиту окружающей среды, в котором преобладают белые. Хотя Закон поручил агентствам разработать стратегию, управляющую экологической справедливостью, на сегодняшний день не все федеральные агентства выполнили этот приказ. Конгресс никогда не принимал законопроект, составляющий Закон об исполнительном приказе Клинтона. Однако эффективность Закона отмечается главным образом в его влиянии на штаты. Издание Закона подтолкнуло штаты к действию, так как многие штаты стали требовать от соответствующих ведомств разработки стратегий и программ, которые бы выявляли и устраняли экологическую несправедливость, совершаемую на уровне штатов или на местном уровне.
В 2005 году при администрации Джорджа Буша — младшего была предпринята попытка убрать предпосылку расизма из Закона. Администратор EPA Стивен Джонсон хотел переопределить цель Закона, чтобы перейти от защиты сообществ с низкими доходами и меньшинств, которые могут быть ущемлены политикой правительства для всех людей. Назначение президентом Бараком Обамой Лизы Джексон в качестве Администратора EPA и выпуск Меморандума о взаимопонимании в отношении экологической справедливости и Исполнительного Закона 12898 создали основу для экологической справедливости. Борьба с экологическим расизмом столкнулась с некоторыми неудачами в связи с избранием президента Трампа. При администрации Трампа произошло обязательное сокращение финансирования EPA, сопровождавшееся откатом правил, который сделал уязвимыми многие общины, не имеющие политического предстаительства.
Экологический расизм был придуман в США, но также существует в международном масштабе между странами Глобального Севера и Глобального Юга, а также между различными расами и этническими группами на разных континентах. Корпорации на Глобальном Севере часто производят опасные химические вещества, запрещенные в Соединенных Штатах, и экспортируют их в развивающиеся страны или отправляют отходы в страны с менее строгими природоохранными законами. В то время как подход США к экологическому расизму делает упор на дискриминацию по признаку расы и структурирует политику обеспечения равного обращения, европейский подход к экологическому расизму фокусируется на изменении социальных условий, которые приводят к неравенству. Развивающиеся страны особенно подвержены экологическому насилию, поскольку у них нет административных возможностей или технических знаний для надлежащей утилизации токсичных отходов, которые им отправляются. Позиция «Не в моем заднем дворе», принятая развитыми странами, привела к появлению «мусорного империализма», как его придумал президент Кении Даниэль Арап Мой.

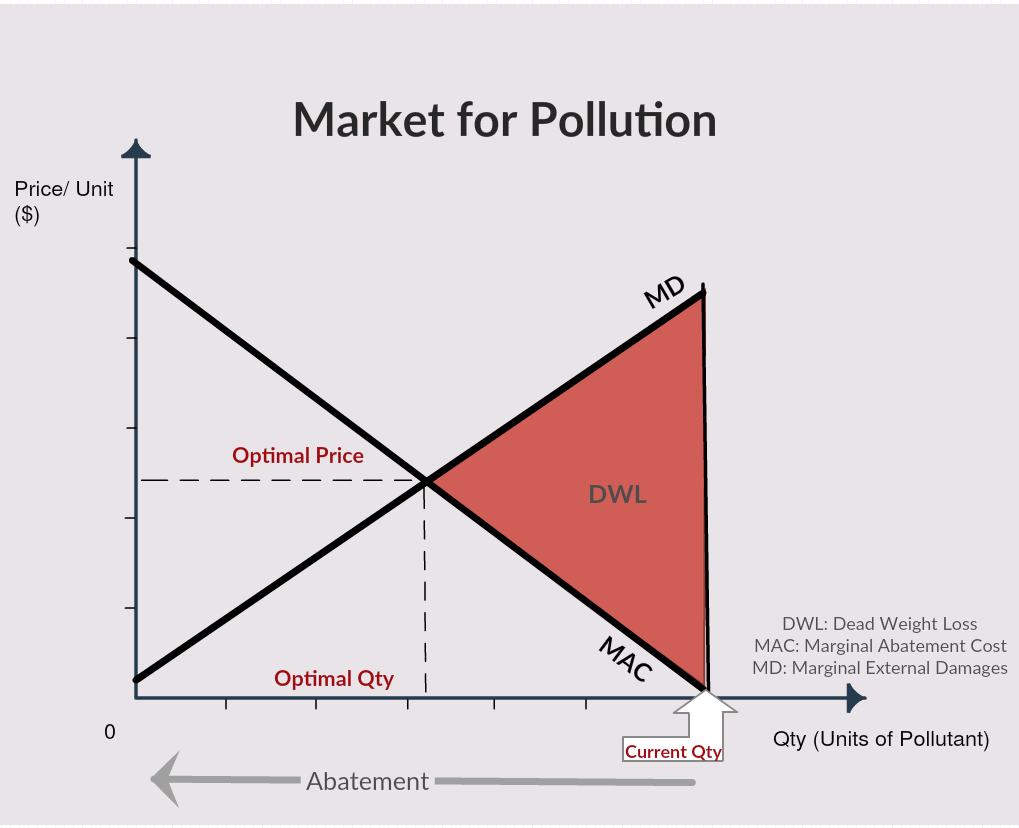
Графическое изображение рынка загрязнения. По мере того, как количество загрязняющих веществ уменьшается, затраты на снижение уровня загрязнения каждой предельной единицы возрастают. Оптимальная точка — это то, где предельные убытки пересекаются с предельными затратами на снижение загрязнения.

### Анализ затрат и выгод
Анализ затрат и выгод (АЗВ) — это процесс, который оценивает проблемы с точки зрения затрат и выгод в денежном выражении. АЗВ по охране окружающей среды направлен на предоставление политических решений для нематериальных продуктов, таких как чистый воздух и вода, путем измерения готовности потребителя платить за эти товары. АЗВ способствует экологическому расизму посредством оценки экологических ресурсов на основе их полезности для общества. Чем больше кто-то готов платить за такой ресурс, как чистая вода или воздух, тем больше считается польза для общества этих ресурсов, нежели когда люди не хотят платить за них. Однако это создает нагрузку на более бедные районы, перемещая токсичные отходы и другие экологически опасные товары, оправдывая себя тем, что там люди не желают (или не могут) платить столько же, сколько более богатый район за чистую окружающую среду. Размещение токсичных отходов вблизи бедных людей снижает стоимость имущества и без того дешёвой земли. Поскольку снижение стоимости имущества меньше, чем в более чистых и богатых районах, денежные выгоды для общества оказываются более значительными за счет сброса токсичных отходов в «малоценные» районы.
Исследования, проведенные профессором Бином, показывают, что существуют другие факторы, влияющие на расизм окружающей среды, которые выходят за рамки анализа затрат и выгод. В исследовании профессора Бина изучалось изменение социально-экономического состава окружающего сообщества в Хьюстоне после постройки десяти вредных сооружений. Она обнаружила, что первоначально пять из десяти учреждений были расположены в районах с процентами небелых жителей выше среднего, в то время как у остальных пяти процент небелых жителей был ниже. Со временем произошел значительный сдвиг в демографии. К 1990 году в девяти из десяти учреждений процент жителей был выше среднего; Затем был сделан вывод, что эти результаты указывают на случай «Бегства белых» .
Исследование, проведенное Университетом Массачусетса, показало, что стоимость жилья падает на 11,00 долл. США, когда дома расположены на коммерческих объектах по обработке опасных отходов. Затем исследование показало, что это снижение цен на жилье стимулирует людей из более низкого экономического положения переехать в эти районы. Чтобы устранить «Бегство белых», важно взглянуть на провалы рынка, которые его создают. Неэффективность возникает, когда предельные социальные издержки, создаваемые производителями, не равняются предельным социальным выгодам, которые получают потребители. Чтобы достичь эффективного состояния, одна из двух сторон, либо дискриминируемая группа, либо производители загрязняющих веществ, должна усвоить все внешние факторы. Решение проблемы «Бегства белых» могло бы дать компенсацию тем, кто живёт рядом с этими загрязняющими объектами. Это тогда послужило бы стимулом для домовладельцев остаться в данном районе; тем не менее, эта политика также будет стимулировать людей из малообеспеченных семей к переезду для получения денежной компенсации.

### Определение
Чавис определил этот термин как "расовая дискриминация при выработке экологической политики, соблюдение норм и законов, преднамеренное направление цветных сообществ на объекты по производству токсичных отходов, официальное санкционирование опасного для жизни присутствия ядов и загрязнителей в жилых общинах, и исключение цветных людей из руководства экологическими движениями ". Расширяя определение в «Наследии американского апартеида и экологического расизма», Роберт Буллард описывает, что экологический расизм «относится к любой политике, практике или директивам, которые по-разному затрагивают или ставят в невыгодное положение (предполагаемые или непреднамеренные) отдельных лиц, группы или сообщества на основе расы или цвета.»
Существуют четыре уникальные модели, которые помогают выявить и измерить несправедливость в отношении окружающей среды. Воздействие опасных отходов, степень уязвимости сообщества к наводнениям, уровень доступности питьевой вода и процессы дискриминационного управления отходами.
В то время как некоторые социологи рассматривают размещение опасных объектов в общинах меньшинств как демонстрацию преднамеренного расизма, другие считают причины экологического расизма структурными и институциональными.
Есть четыре фактора, ведущих к экологическому расизму: дешёвая земля, отсутствие политической власти, отсутствие мобильности и, наконец, бедность. Во-первых, дешёвая земля, приобретается по экономическим причинам, дешёвая земля также может быть приобретена из-за отсутствия у сообщества власти противостоять корпорации. Во-вторых, отсутствие политической власти, которую несут бедные меньшинства, позволяет предприятиям действовать практически без сопротивления. Политики и законодатели больше прислушиваются к общинам у которых есть ресурсы, чтобы остаивать свою позицию, чем к обедневшим общинам меньшинств. В-третьих, отсутствие мобильности создает поток работников, которым можно выплачивать минимальную заработную плату, и, таким образом, у них нет средств, чтобы покинуть опасное сообщество. Наконец, общая нехватка денег в сообществах способствует всем перечисленным выше факторам и в целом снижает способность сообществ действовать как физически, так и политически.

## Случаи экологического расизма по расположению

### Северная Америка
В Соединенных Штатах корреляция между местами размещения опасных отходов и общинами меньшинств была публично рассмотрена в отчёте Управления подотчетности правительства США (GAO) 1983 года в ответ на протесты округа Уоррен, Северная Каролина. Общины меньшинств не располагают финансовыми средствами, ресурсами и политическим представительством для противодействия опасным отходам. Они также могут зависеть от экономических возможностей, которые предоставляет район, и не хотят противопоставлять его местонахождению, рискуя своим здоровьем. Кроме того, спорные проекты с меньшей вероятностью будут размещены в районах, не принадлежащих к меньшинствам, которые, как ожидается, будут предпринимать коллективные действия и преуспеют в противодействии размещению участков опасных отходов и очистных сооружений в их районе.
Такие процессы, как субурбанизация, джентрификация и децентрализация приводят к проявлениям экологического расизма. Например, процесс пригородного проживания (или «бегства белых») при котором неменьшинство, покидает промышленные зоны и переезжает в более безопасные, чистые и менее дорогие пригородные районы. Между тем общины меньшинств остаются во городах и в непосредственной близости от загрязненных промышленных зон. В этих районах высокий уровень безработицы, и предприятия с меньшей вероятностью будут вкладывать средства в благоустройство территории, создавая плохие экономические условия для жителей и укрепляя социальный строй, который поддерживает расовое неравенство. Кроме того, застройщики предприятий, занимающихся опасными отходами, принимают во внимание бедность собственников и жителей муниципалитета, и сокращают расходы на недвижимость в районах с заниженной стоимостью.
В результате размещения объектов с опасными отходами меньшинство подвергается большему воздействию вредных химических веществ и страдает от последствий для здоровья, которые влияют на их способности на работе и в школах. Всеобъемлющее исследование выбросов твердых частиц в Соединенных Штатах, опубликованное в 2018 году, показало, что темнокожие подвергались воздействию выбросов твердых частиц (сажи) на 54 % больше, чем в среднем по Америке. Фабер и Криг обнаружили связь между более высоким уровнем загрязнения воздуха и низкой успеваемостью в школах и обнаружили, что 92 % детей в пяти государственных школах Лос-Анджелеса с самым низким качеством воздуха были из меньшинств. Школы, расположенные в районах, густонаселенных семьями меньшинств, имеют тенденцию предоставлять «неравные образовательные возможности» по сравнению со школами, расположенными в преимущественно белых кварталах. Следовательно, загрязнение проявляется в этих сообществах из-за социальных факторов, таких как «недостаточное финансирование школ, неравенство в доходах и бесчисленные отказы в институциональной поддержке» в афроамериканском сообществе.

#### Индейские резервации

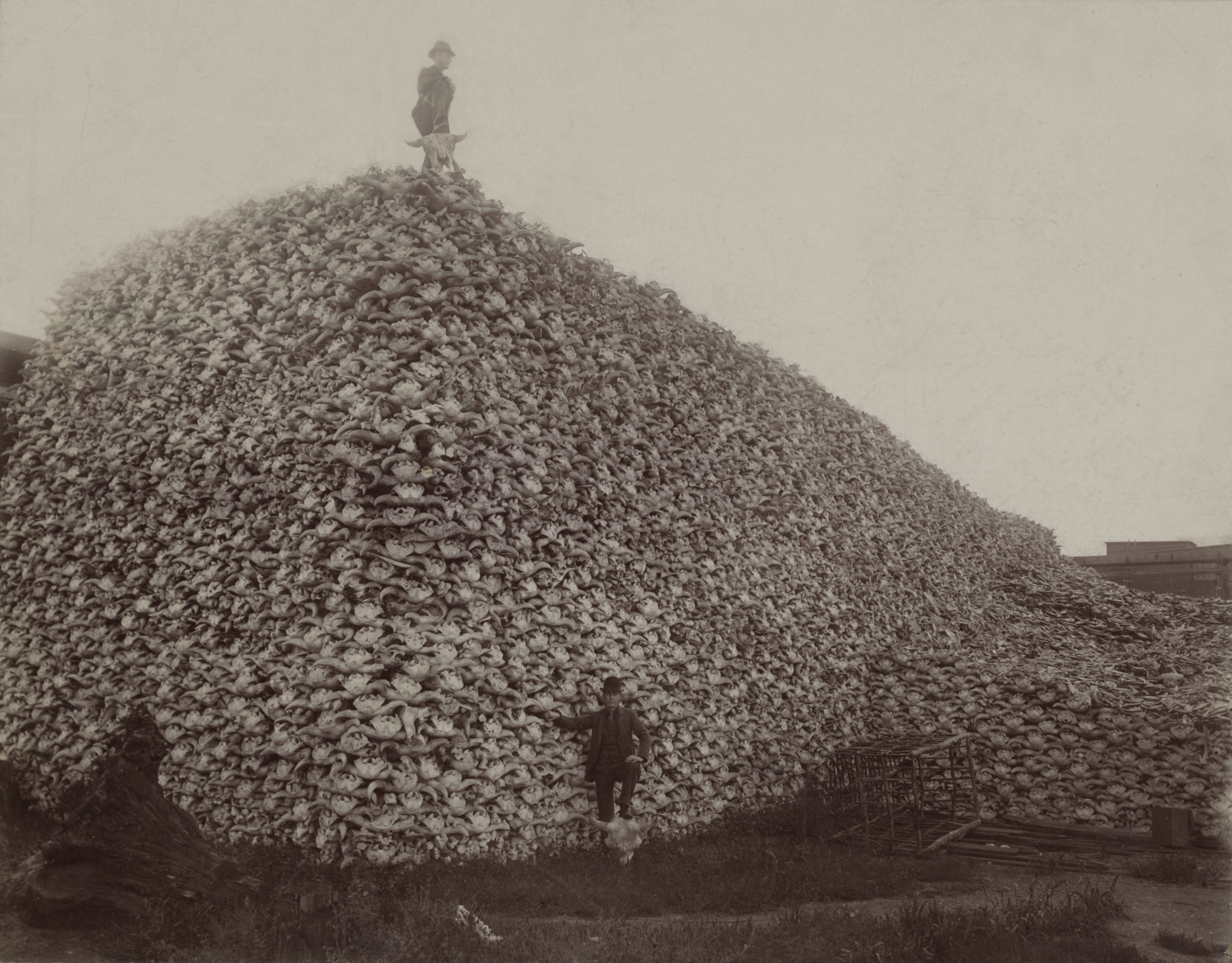
Множество черепов американских бизонов — в 1870-х годах охота на них привела практически к вымиранию вида. Армия Соединенных Штатов поощряла эту массовую охоту, чтобы заставить коренных американцев покинуть свои традиционные земли и отправиться в резервации дальше на запад.

Закон о переселении идейцев 1830 года и « Дорога слез» являются ранними примерами экологического расизма в Соединенных Штатах. К 1850 году все племена к востоку от Миссисипи были перемещены в западные земли, по сути, ограничив их проживание «землями, которые были слишком сухими, отдаленными или бесплодными, чтобы привлечь внимание поселенцев и корпораций». Позже, во время Второй мировой войны, военные объекты часто располагались в местах резерваций, что приводило к ситуации, в которой «непропорционально большое количество наиболее опасных военных объектов находится вблизи земель коренных американцев».
Совсем недавно земли американских индейцев использовались для незаконного захоронения отходов из США и международных корпораций. Международный трибунал по делам коренных народов и угнетенных народов, созванный в 1992 году для изучения истории преступной деятельности в отношении групп коренного населения в Соединенных Штатах опубликовал «Особый законопроект», в котором изложены претензии коренных народов к США. В частности, утверждения о том, что США "сознательно и систематически разрешали, помогали и подстрекали, требовали и совершали заговоры для совершения захоронения, транспортировки и размещения ядерных, токсичных, медицинских и других опасных отходов на территориях коренных американцев в Северной Америке и таким образом, создала явную и существующую угрозу здоровью, безопасности и физическому и психическому благополучию коренных американцев ".
Постоянная проблема для коренных американцев — это доступ к газопроводу Дакота. Трубопровод начнется в Северной Дакоте и идет в Иллинойс. Хотя он не пересекает напрямую резервации, трубопровод находится под пристальным вниманием, потому что он проходит под участком реки Миссури, которая является ключевым источником воды для коренных индейских племен, включая племя Стоячая скала сиу. Трубопровод также пересекает священный могильник для Стоячей скалы Сиу. В 2017 году судья Джеймс Боасберг встал на сторону племени Стоячей скалы сиу, сославшись на неспособность инженерного корпуса армии США завершить исследование воздействия разлива нефти на окружающую среду на озере Оаха.

#### Алтгелд Гарденс в Чикаго, штат Иллинойс
Алтгелд Гарденс — это общественное жилищное сообщество площадью 6000 единиц, расположенное в южном Чикаго, которое было построено в 1945 году на заброшенной свалке для размещения возвращающихся афроамериканских ветеранов Второй мировой войны . Окруженный 53 токсичными объектами и 90 % городских свалок, район Альтгельд Гарденс стал известен как «токсичный пончик». В Альтгельд Гарденс 90 % населения составляют афроамериканцы, 65 % из которых живут за чертой бедности. Известные токсины и загрязнители, влияющие на территорию Альтгельд Гарденс, включают ртуть, газообразный аммиак, свинец, дихлордифенилтрихлорэтан (ДДТ), полихлорированные дифенилы (ПХД), полициклические ароматические углеводороды (ПАУ), тяжелые металлы и ксилол .
В 1984 году исследование сектора общественного здравоохранения штата Иллинойс выявило чрезмерный уровень рака простаты, мочевого пузыря и легких. Кроме того, как сообщалось на семинаре Организации экономического сотрудничества и развития, посвященном взаимодействию между обществом и окружающей средой, медицинские записи указывают на (1) высокий уровень детей, рождённых с опухолями головного мозга, (2) высокий уровень развития беременности, которую необходимо было прерывать после обнаружения того, что мозг развивался вне черепа, и (3) более высокий уровень астмы, стригущего лишая и других заболеваний. Несмотря на наличие проблем со здоровьем, жители Альтгельд Гарденс не были переселены в другой проект государственного жилья.

#### Литтл Вилладж в Чикаго, Иллинойс
В чикагских кварталах с преобладанием латиноамериканцев, таких как Литтл Вилладж, угольные электростанции были причиной респираторных заболеваний и других осложнений для здоровья в начале XXI века. Помимо загрязнения воздуха, в Литтл Вилладж не было безопасных зон отдыха на свежем воздухе, так же там находилась окружная тюрьма, занимающая 96 акров. Несмотря на широко распространенное недовольство среди членов сообщества, тот факт, что латиноамериканские регионы были в основном заселены гражданами рабочего класса, вызвало неизбежную потребность в улучшении состояния окружающей среды и общества, вызванную совместным страхом перед джентрификацией среди активистов. Некоторые защитники по-прежнему боролись за улучшение окружающей среды, и когда их просьбы начали приносить плоды, такие как возможное увеличение местных зеленых насаждений, многие жители стали чувствовать себя более комфортно в своих домах, что могло быть связано с такими факторами, как присутствие местной полиции, местное расовое разнообразие и общий класс горожан.

#### Округ Уоррен, Северная Каролина
Движения по преодолению расизма и экологическая справедливость впервые объединились во время возражения граждан в 1983 году против предполагаемой свалки ПХД в округе Уоррен, штат Северная Каролина. Незаконно чиновники штата Северная Каролина решили похоронить почву, загрязненную токсичными полихлорированными дифенилами, в небольшом городке Афтон в округе Уоррен. В результате в период с июня 1978 года по август 1978 года 30 000 галлонов (114 м³) отходов, загрязненных полихлорированными дифенилами (ПХД), были незаконно размещены вдоль 210 миль дорог Северной Каролины. Агентство по охране окружающей среды США (EPA) объявило, что ПХД представляют угрозу для здоровья населения, и потребовало от государства удаления загрязненных отходов. В 1979 году Департамент окружающей среды и природных ресурсов Северной Каролины и EPA Четвёртого Округа выбрали округ Уоррен в качестве места для размещения загрязненной ПХД почвы, которая была собрана с обочин дорог. Округ Уоррен является одним из шести округов вдоль «черного пояса» Северной Каролины. Округа, находящиеся в «черном поясе», значительно беднее, чем в остальной части штата. В начале 1980-х годов жители округа Уоррен зарабатывали в среднем на душу населения 6 984 долл. США против 9 283 долл. США в остальной части штата. В 1980 году население округа Уоррен составляло 54,5 % афроамериканцев.
В 1982 году местная Национальная ассоциация по улучшению положения цветных людей (NAACP) подала иск в окружные суды, чтобы заблокировать свалку. Жители проиграли дело в суде. В сентябре 1982 года возмущенные граждане округа Уоррен, к которым присоединились группы за гражданские права, экологические лидеры и священнослужители, протестовали против первых грузовиков с загрязненной ПХД почвой. Во время акции протеста более 500 человек были арестованы и заключены в тюрьму. Несмотря на протесты и научные доказательства того, что план вызовет загрязнение питьевой воды, была построена свалка ПХД округа Уоррен, а токсичные отходы были размещены на свалке. После почти двух десятилетий предполагаемой утечки государственные и федеральные источники заплатили подрядчику 18 миллионов долларов за детоксикацию загрязненной ПХД почвы в округе Уоррен. Округ Уоррен часто упоминается как первый случай экологической справедливости в Соединенных Штатах; однако это движение началось годами ранее, в 1978 году, с открытия токсичных отходов в Канале Любви, Нью-Йорк.

#### Мехико, Мексика
19 ноября 1984 года катастрофа в Сан-Хуанико привела к гибели тысяч людей и примерно миллиону раненых в окрестностях. Катастрофа произошла на заводе по производству жидкого пропана PEMEX в густонаселенном районе Мехико . Непосредственная близость незаконно построенных домов усугубила последствия взрыва.

#### Гомер, Лесная Роща и Центр Спрингс, Луизиана
В 1989 году Louisiana Energy Services (LES), британский, немецкий и американский конгломерат, провел общенациональный поиск, чтобы найти «лучший» участок для строительства частного завода по обогащению урана. LES утверждал, что использовал объективный научный метод, чтобы выбрать Луизиану как «лучшее» место для строительства завода. В ответ на выбор, сообщества Гомера, Форест-Гроув и Центр-Спрингс, которые находятся неподалеку от предполагаемого участка, сформировали группу под названием «Граждане против ядерного мусора» (CANT). С помощью Фонда правовой защиты Сьерра-Клуба (позже преобразованного в Фонд правовой защиты Земли юстиции), CANT подала в суд на LES за практику экологического расизма. Наконец, спустя 8 лет, 1 мая 1997 года, коллегия из трех судей Совета по ядерной безопасности и лицензированию Комиссии по ядерному регулированию приняла окончательное первоначальное решение. Группа обнаружила, что расовые предубеждения сыграли свою роль в процессе отбора. В ответ на победу 11 мая 1997 года газета «Лондон Таймс» объявила: «Луизианские темнокожие выигрывают ядерную войну». Решение суда также было оставлено без изменения 4 апреля 1998 года.

#### База ВВС Келли в Сан-Антонио, штат Техас
База Военно-Воздушных сил Келли в Сан-Антонио (KAFB) является одним из основных объектов технического обслуживания воздушных судов, занимающим 4000 акров земли, в окружении жилых кварталов, где проживает преимущественно испаноязычное население. KAFB обслуживает различные части самолётов, такие как реактивные двигатели и вспомогательные компоненты и даже ядерные материалы, производя до 282 000 тонн опасных отходов каждый год. Жители близлежащих общин много раз жаловались на необычные заболевания, с которыми сталкиваются их дети, а также респираторные заболевания и заболевания почек. Опрос 1997 года, проведенный в жилых кварталах вблизи KAFB, показал, что 91 % взрослых и 79 % детей страдают от заболеваний, начиная от проблем с носом, ушами и горлом и заканчивая нарушениями центральной нервной системы. В 1983 году ученые опубликовали информацию о том, что токсичные отходы были сброшены в открытую яму с 1960 по 1973 год. Отходы в яме содержали различные химические вещества, такие как ПХД и ДДТ, которые загрязняли грунтовые воды.

#### Новый Орлеан, Луизиана

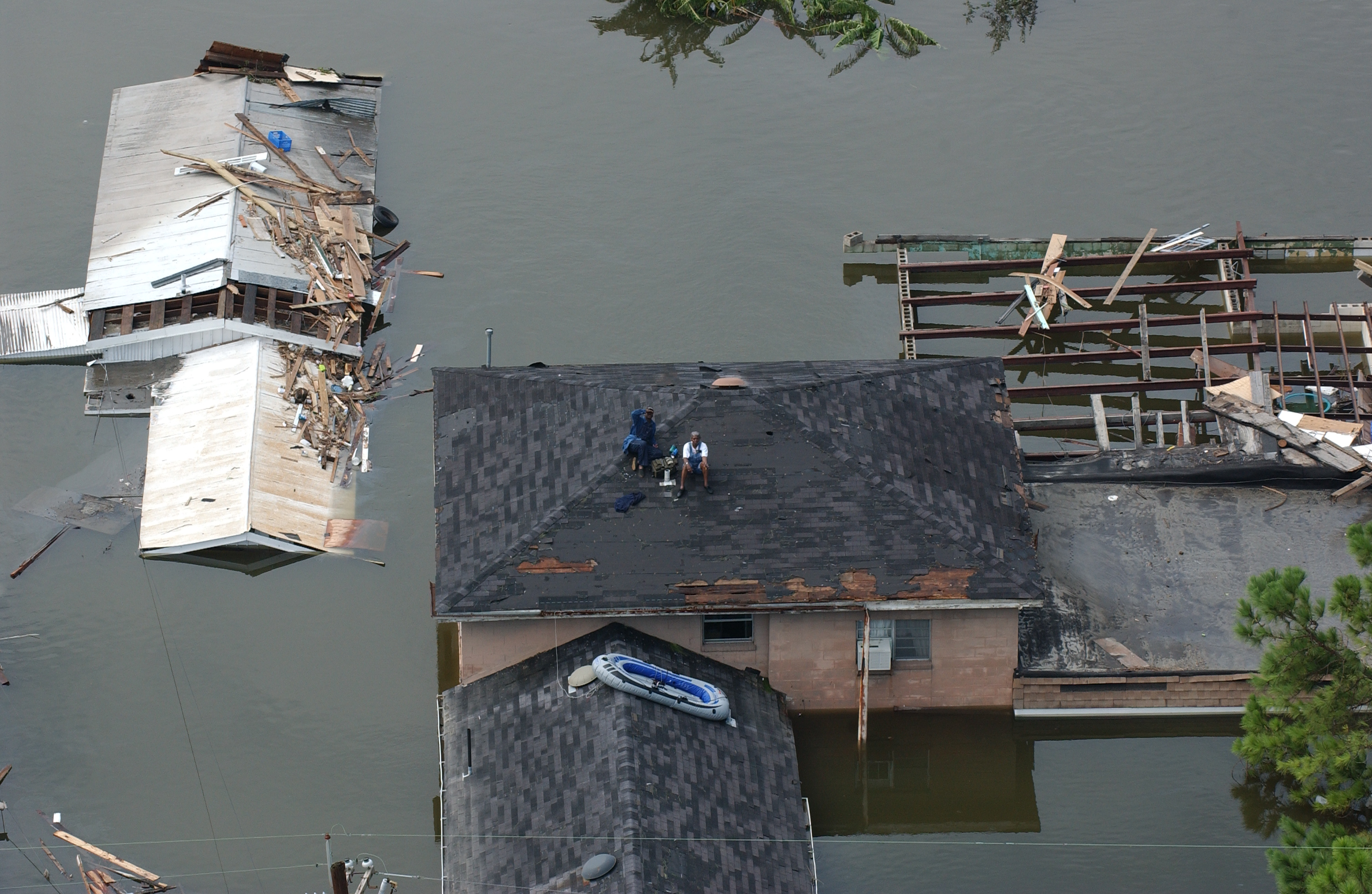
Люди на крышах своих домов спасаются от наводнения

Во время урагана Катрина 60,5 % жителей Нового Орлеана были афроамериканцами. Существовавшие ранее расовые различия в благосостоянии в Новом Орлеане ухудшили последствия урагана Катрина для меньшинств. Институционализированная расовая сегрегация кварталов оставила представителей меньшинств с большей вероятностью жить в низменных районах, которые были более уязвимы для наводнения. Кроме того, планы эвакуации ураганов в значительной степени основывались на использовании автомобилей и не подготавливали людей, которые полагались на общественный транспорт. Поскольку меньшинства имеют меньшую вероятность иметь автомобили, у некоторых людей не было иного выбора, кроме как остаться, в то время как общины белого большинства смогли спастись. Отчет по заказу Палаты представителей США показал, что политические лидеры не учли тот факт, что «100 000 жителей города не имели автомобилей и полагались на общественный транспорт», а неспособность города завершить обязательную эвакуацию привела к гибели сотен человек.
В течение нескольких месяцев после катастрофы политические, религиозные и гражданские группы, знаменитости и жители Нового Орлеана выступали против расизма со стороны правительства Соединенных Штатов. После урагана, на встрече, состоявшейся между Конгрессом афроамериканцев, Национальной лигой городов, Форумом чернокожих лидеров, Национальным советом темнокожих женщин и NAACP, темнокожие лидеры подвергли критике реакцию федерального правительства, назвав его «медленным и неполным». и обсудили роль расы в этой реакции. В условиях повышения уровня моря отсутствие мобильности небелого населения в прибрежных городах, таких как Новый Орлеан, предвещает будущие неравные последствия изменения климата и стихийных бедствий для общин меньшинств.
С апреля 2014 года жители города Флинт, который почти на 57 процентов состоит из темнокожего населения и заметно обнищал, пили и купались в воде, содержащей достаточно свинца, чтобы соответствовать определению «токсичные отходы», установленному Агентством по охране окружающей среды . До 2014 года, когда город Флинт перешел на свою реку в качестве водного источника, озеро Гурон обеспечивало этот район водой. В 2015 году исследователи из Virginia Tech обнаружили, что река Флинт в 19 раз более агрессивна, чем озеро Гурон. Загрязнение свинцом может привести к множеству заболеваний. Судебный процесс в ноябре 2015 года описывает, как Департамент по качеству окружающей среды Мичигана (MDEQ) не смог обработать новый источник воды антикоррозийным средством, в результате чего вода стала все более обесцвечиваться. Это было нарушением правила о свинце и меди, и MDEQ не правильно выполнил обязательные оценки содержания свинца в соответствии с Законом о безопасной питьевой воде. По словам CNN, добавление вещества (ортофосфата) обойдется в 100 долларов в день, и 90 процентов проблем с водой Флинта можно было бы предотвратить, если бы его использовали.
Как правило, потребление свинца считается одной из экологических проблем, и некоторые из способов воздействия его на людей связаны с коррозией старых труб, пылью от краски на основе свинца и нахожднение в бензине металлической пыли, которая содержит свинец; однако количество свинца в бензине было уменьшено, и это сильно повлияло на воздействие свинца.
После того, как было проведено официальное расследование, генеральный прокурор Мичигана Билл Шютт первоначально предъявил обвинения трем правительственным чиновникам: двум государственным чиновникам из Департамента качества окружающей среды Мичигана, Майклу Прайсби и Стивену Бушу, и городскому служащему Флинта, Майклу Глазго, который был городомским инспектором по качеству воды. Им были предъявлены обвинения в уголовном преступлении, такие как «проступки, пренебрежение обязанностями и заговор с целью подделки доказательств». Им также было предъявлено обвинение в нарушении Мичиганского закона о питьевой воде.

#### Честер, Пенсильвания
Честер, штат Пенсильвания, приводит пример «социальных, политических и экономических сил, которые формируют непропорциональное распределение экологических опасностей в бедных цветных сообществах». Честер расположен в округе Делавэр, в районе с населением 500 000 человек, на 91 % состоящим из белого населения, за исключением Честера. Честер, однако, на 65 % состоит из афроамерикацев и является населенным пунктом с самым высоким населением меньшинства и уровнем бедности в округе Делавэр и получателем непропорционального количества экологических рисков и опасностей. В Честере имеется пять крупных мусороперерабатывающих предприятий, в том числе мусоросжигательный завод, мусоросжигательный завод медицинских отходов и очистные сооружения. Эти отходы в Честере имеют общую мощность 2 миллиона тонн отходов в год, в то время как остальная часть округа Делавэр имеет пропускную способность всего 1400 тонн в год. Одним из мест захоронения отходов, расположенных в Честере, является мусоросжигатель Westinghouse, который сжигает все муниципальные отходы со всего округа и прилегающих штатов. Эти многочисленные мусороперерабатывающие заводы создают очень серьёзные риски для здоровья граждан Честера, поскольку уровень заболеваемости раком в этом районе в 2,5 раза выше, чем где-либо ещё в Пенсильвании. Уровень смертности на 40 % выше, чем в остальной части штата Делавэр.

#### Химический коридор Луизианы
Небольшое афроамериканское сообщество Diamond подало иск против газовой компании Shell после нескольких лет токсичных выбросов с соседнего НПЗ. Shell предложила выкупить дома, которые принадлежали жителям, однако стоимость недвижимости была настолько низкой, что жители не могли получить новое жилье на вырученные от продажи деньги. В конце концов, после проведения протестов и придания проблеме публичной огласки, компания согласилась переселить жителей (Lerner, 2005).

#### Уилмингтон, Северная Каролина
В Северной Каролине расположен 31 угольный карьер, в котором хранится около 111 миллионов тонн вредных отходов, создаваемых электростанциями, работающими на угле. Здесь также находится множество выгребных ям, косвенно называемых «лагунами», в которых хранится около 10 миллиардов фунтов отходов, которые ежегодно образуются свиньями, птицами и молочным скотом в штате.
Уилмингтон, штат Северная Каролина, как правило, является одним из первых городов, пострадавших от ураганов у побережья Атлантического океана, и его экологические риски возрастают из-за его близости к свинофермам, ядерным реакторам и угольным ямам, в одином из которых уже произошел разлив из-за урагана Флоренция в сентябре 2018 года. Разливы отходов свиноводства могут быть разрушительными для людей, которые живут рядом с фермами, и значительное число окружающих поселений состоят из этнических меньшинств с низким доходом. Афроамериканцы борются за справедливость в портовых городах. Одним из примеров является восстание в Уилмингтоне в 1898 году, когда белые лишили чернокожих людей права голосовать и занимать должностые посты с помощью силы. В 1971 году расовая напряженность в связи с отсутствием защиты афроамериканцев вызвала протесты и привела к захвату нескольких чернокожих активистов, которые впоследствии будут известны как «Уилмингтонская Десятка». Один из тех активистов, Бенджамин Чавис, позже станет важной фигурой в движении за экологическое правосудие. В двух исследованиях аналитиков по передаче болезней, проведенных в Университете Северной Каролины, в 2014 году была распространена статья под названием: «Промышленные операции по выращиванию свиней в Северной Каролине оказывают чрезмерное влияние на афроамериканцев, латиноамериканцев и коренных американцев». Они заявили: «Поток ям с отходами в результате чрезмерного количества осадков приводит к гигантским разливам отходов животных в соседние речные сети и каналы».

### Европа
Экспорт токсичных отходов в страны Глобального Юга является одной из форм экологического расизма, который происходит на международном уровне. В одном предполагаемом случае французскому авианосцу Clemenceau было запрещено заходить в Аланг, индийскую верфь для утилизации судов, из-за отсутствия чётких документов о его токсическом содержимом. Президент Франции Жак Ширак в конечном итоге приказал перевозчику, который содержал тонны опасных материалов, включая асбест и ПХД, вернуться во Францию.
В Великобритании экологический расизм (или также климатический расизм) был исчерпан многочисленными действиями, такими как письмо с призывом Wrethed of the Earth в 2015 году и Black Lives Matter в 2016 году
В Нидерландах в 2017 году велась кампания против расизма в отношении доставки грязного дизельного топлива из Амстердама и Роттердамской гавани в Африку В дизеле содержалось в 100 раз больше серы, чем разрешено европейским законодательством. Он был отправлен в африканские страны, где жизнь менее защищена, а загрязнение менее регулируемо.

### Азия

#### Гуйюй, Китай
По оценкам, с середины 1990-х годов до примерно 2001 года от 50 до 80 процентов электроники, собираемой для переработки в западной части Соединенных Штатов, экспортировалось для демонтажа за границу, преимущественно в Китай и Юго-Восточную Азию. Эта переработка лома является довольно прибыльной и предпочтимой из-за большого количества рабочей силы, дешевизны выполняемой работы и слабых природоохранных законов.
Гуйюй, Китай, является одним из крупнейших мест по переработке электронных отходов, где вблизи берегов рек возвышаются кучи выброшенных компьютерных компонентов, и такие соединения, как кадмий, медь, свинец, ПБДЭ, которые загрязняют местное водоснабжение. В пробах воды, взятых Базельской сетью действий в 2001 году из реки Лянцзян, содержание свинца в 190 раз превышало нормы безопасности ВОЗ. Несмотря на загрязненную питьевую воду, жители продолжают использовать загрязненную воду из-за дороговизны питьевой воды. По последним данным, около 80 процентов детей в центре электронных отходов города Гуйюй, Китай, страдают от отравления свинцом. До использования в качестве места выброса электронных отходов большая часть населения Гуйюя состояла из крестьян, которые зарабатывали на жизнь сельским хозяйством. Тем не менее, сельское хозяйство было оставлено для более прибыльной работы в металлоломной промышленности. «По данным западной прессы и исследователей из китайских университетов и неправительственных организаций, условия в деревнях этих рабочих настолько плохи, что даже примитивная индустрия электронного лома в Гуйюе предлагает улучшение доходов».

#### Бхопал, Индия
6 является материнской компанией Юнион Карбайд Индия Лимитед, которая производит свою добычу на внешних рынках. Компания Union Carbide India Limited, расположенная в Бхопале, Индия, в основном производила химический метилизоцианат, используемый для производства пестицидов. 3 декабря 1984 года пятно метилизоцианата утекло в результате смешивания токсичного химического вещества с водой на заводе в Бхопале. Приблизительно 520 000 человек подверглись воздействию токсичного химиката сразу же после утечки. В течение первых 3 дней после утечки около 8000 человек, живущих в непосредственной близости от завода, умерли от воздействия метилизоцианата. Некоторые люди пережили первоначальную утечку с завода, но из-за неправильного лечения и неправильных диагнозов многие умерли. Вследствие неправильных диагнозов лечение могло оказаться неэффективным, и это было вызвано тем, что Union Carbide отказался сообщить все подробности, касающиеся утечек газов, и лгал относительно определённой важной информации. Задержка в предоставлении медицинской помощи жертвам утечки химикатов ещё больше усугубила ситуацию для выживших. Многие сегодня по-прежнему испытывают негативные последствия утечки метилизоцианата для здоровья, такие как фиброз легких, нарушение зрения, туберкулез, неврологические расстройства и сильные боли в теле.
Эксплуатация и техническое обслуживание завода в Бхопале способствовали утечке опасных химических веществ. Хранение огромных объёмов метилизоцианата в густонаселенной зоне противоречило политике компании, строго соблюдаемой на других заводах. Компания проигнорировала протесты, что они держали слишком много опасного химического вещества для одного завода и построила большие резервуары, чтобы хранить его около крупного поселения. Метилизоцианат должен храниться при крайне низких температурах, но компания сократила расходы на систему кондиционирования воздуха, что привело к неоптимальным условиям для химического вещества. Кроме того, Union Carbide India Limited никогда не создавала планы по ликвидации последствий стихийных бедствий для окружающих территорий в случае утечки или разлива. Государственные органы получали отчисления от компании и поэтому не обращали внимания на её действия или реализацию закона. Компания также сократила персонал профилактического обслуживания, чтобы сэкономить деньги.

### Южная Америка

#### Эквадор

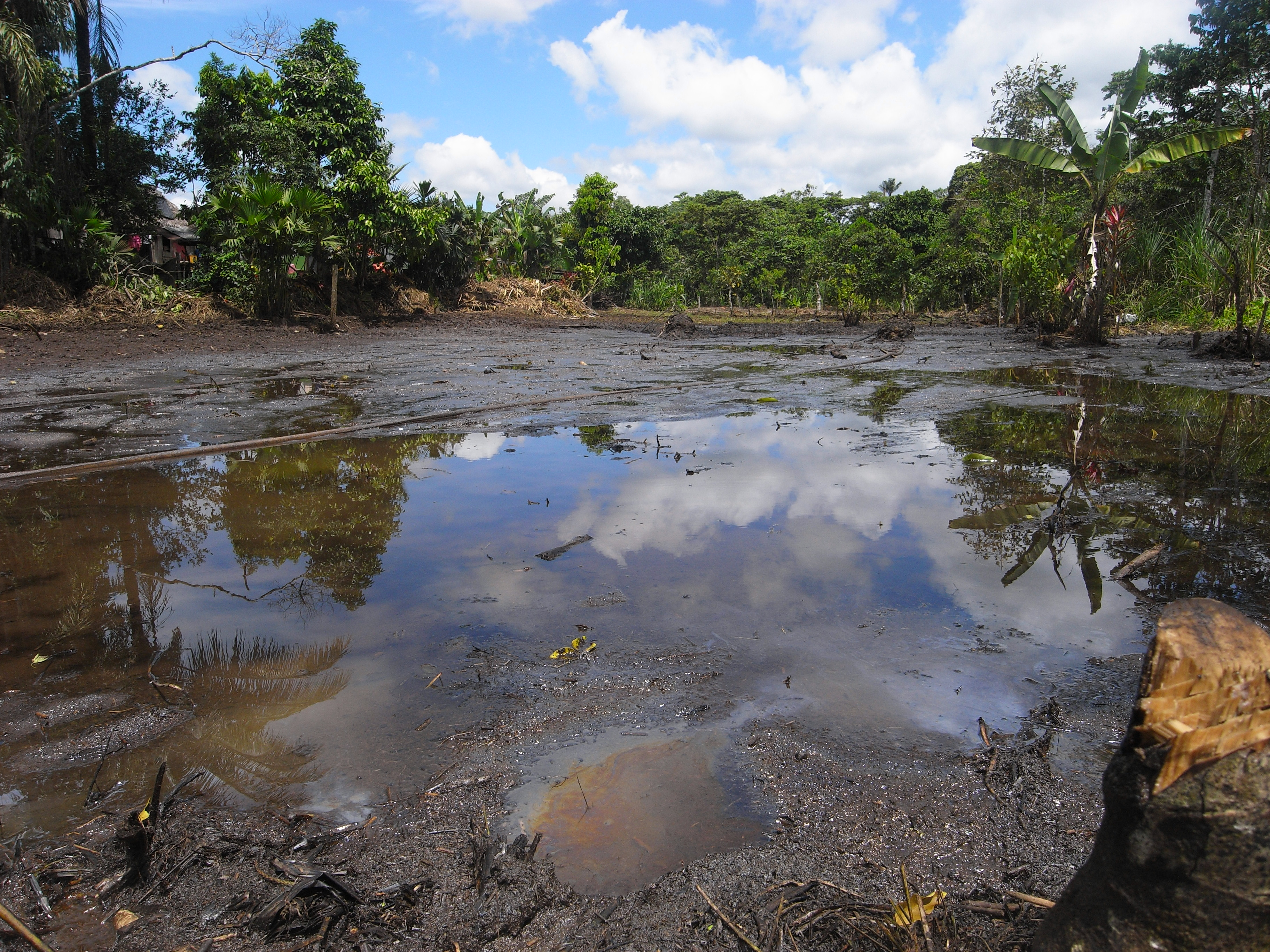
Последствия нефтяной промышленности в Лаго Агрио

Из-за отсутствия законов об охране окружающей среды развивающиеся страны, такие как Эквадор, подвергались загрязнению окружающей среды, что иногда приводило к проблемам со здоровьем, потере сельского хозяйства и бедности. В 1993 году , 30000 эквадорцы, которые включали в себя следующие коренные народы: Кофан, Сион, Ваорани и Кечуа, подали иск против нефтяной компании Техасо за ущерб окружающей среде, причиняемый деятельностью по добыче нефти в месторождении Льего Агрио . Передав контроль над нефтяными полями эквадорской нефтяной компании, Texaco не утилизировала свои опасные отходы должным образом, нанеся огромный ущерб экосистеме и причинив вред сообществам.

### Африка

#### Дельта Нигера, Нигерия
В Нигерии, вблизи дельты Нигера, случаи разливов нефти, сжигания токсичных отходов и загрязнения воздуха в городах являются проблемами в более развитых районах. В начале 1990-х годов Нигерия была в числе 50 стран с самыми высокими в мире уровнями выбросов углекислого газа, которые составили 96 500 килотонн, а уровень на душу населения составил 0,84 метрической тонны. В 2008 году ООН сообщила, что выбросы углекислого газа в Нигерии составили 95 194 килотонн.
Многочисленные веб-страницы были созданы в поддержку людей Огони, которые являются коренными жителями богатого нефтью региона Дельты Нигерии. Сайты использовались для протеста против катастрофических экологических и экономических последствий бурения Shell Oil, для призывов к бойкоту компании Shell Oil и для осуждения нарушений прав человека нигерийским правительством и Shell. Использование интернета для формулирования международной апелляции резко возросло после казни правительством Нигерии в ноябре 1995 года девяти активистов Огони, включая Кена Саро-Виву, который был одним из основателей Ненасильственного движения за выживание народа Огони (MOSOP),

## Решение проблемы экологического расизма
Распространения экологического расизма можно проследить примерно на протяжении 500 лет от прихода европейцев и их переселением коренных американцев. Однако Движение за экологическую справедливость, похоже, появилось сравнительно недавно, укоренившись примерно в то же время, что и Движение за гражданские права . Движение за гражданские права оказало влияние на мобилизацию людей, расширив права и возможности, а также увеличив озабоченность, связанную с политическими действиями. В движении сочетаются гражданские и экологические права. Несмотря на это, экологические организации, такие как Сьерра-Клуб, дистанцировались от таких дел, как дело округа Уоррен, вероятно, из-за их нежелания рисковать технической поддержкой при решении социальной проблемы.
Активисты призвали к «более справедливым и основанным на гражданах концепциям справедливости». Движение за экологическую справедливость (EJ) и движение за справедливость в отношении климата (CJ) направлено на борьбу с расизмом окружающей среды, привлекая внимание и проводя изменения, с тем чтобы маргинализованное население не было непропорционально уязвимо перед изменением климата и загрязнением окружающей среды. В США изменения должны быть сделаны на федеральном уровне и вступать в силу после принятия законов. Это требует вовлеченности не только государственных и местных учреждений, но и участия локальных организаций. Согласно конференции Организации Объединённых Наций по окружающей среде и развитию, одним из возможных решений является принцип предосторожности, который гласит, что «там, где существуют угрозы серьёзного или необратимого ущерба, отсутствие полной научной уверенности не должно использоваться в качестве причины для отсрочки затратоэффективного меры по предотвращению ухудшения окружающей среды». В соответствии с этим принципом инициатор потенциально опасного действия обязан продемонстрировать безопасность этого действия. Активисты экологической справедливости также подчеркивают необходимость сокращения отходов в целом, что могло бы снизить общую нагрузку.
Сообщества этнических или расовых меньшинств могут также способствовать солидарности, оказанию поддержки, и обеспечению концентрации социального капитала, необходимой для массового активизма. Граждане, которые устали подвергаться опасности загрязнения окружающей среды в своих общинах, идут на конфронтацию с властными структурами посредством организованного протеста, судебных акций, маршей, гражданского неповиновения и других действий.
Расовые меньшинства часто исключаются из политики и городского планирования (например, планирования адаптации к повышению уровня моря), поэтому различные аспекты проблемы не учитываются при разработке политики, которая может повлиять на эти исключенные группы в будущем. В целом, участие в политической жизни афроамериканских общин коррелирует с уменьшением рисков для здоровья и смертности. Другие стратегии борьбы с крупными компаниями включают публичные слушания, выборы сторонников в государственные и местные органы власти, встречи с представителями компаний и другие усилия, направленные на повышение осведомленности общественности и подотчетности.
Решая эту глобальную проблему, активисты обращаются к различным социальным сетям, чтобы повысить осведомленность граждан и призвать к действиям. Мобилизация и коммуникация между межсекторальными массовыми движениями, где встречаются расовый и экологический дисбаланс, доказали свою эффективность. Движение набрало обороты с помощью Twitter, Facebook, Instagram и Snapchat среди других платформ. Движение так же поддерживают знаменитости, такие как Шейлин Вудли, которая выступала против трубопровода Кистоун XL, поделились своим опытом, в том числе арестом за протест. Социальные сети позволили облегчить разговор о проблемах социальной справедливости не только в Интернете, но и в реальной жизни между актвистами со всего мира.

### Исследования
Исследования сыграли важную роль в привлечении ассоциаций и общественного внимания, выявив практики, которые делают маргинализированные сообщества более уязвимыми для опасного воздействия на окружающую среду. Исследование GAO, проведенное в США в ответ на протесты против свалки ПХД в графстве Уоррен в 1982 году, было одним из первых новаторских исследований, которые выявили корреляцию между расовым и экономическим фоном общин и расположением объектов с опасными отходами. Их исследование «Расположение полигонов для опасных отходов и их связь с расовым и экономическим статусом окружающих общин» показало, что "три из четырёх коммерческих полигонов для опасных отходов на юго-востоке Соединенных Штатов были расположены в райнах поселения темнокожих ". Тем не менее, исследование было ограничено по объёму, сосредоточив внимание только на захоронениях опасных отходов за пределами площадки на юго-востоке США. В ответ на это ограничение Комиссия по расовому правосудию, или CRJ, объединила Церковь Христа, организовала всестороннее национальное исследование демографических моделей, связанных с местонахождением опасных отходов.
Национальное исследование CRJ провело два исследования областей, окружающих коммерческие объекты с опасными отходами, и местонахождение неконтролируемых участков токсичных отходов. В первом исследовании изучалась связь между расой и социально-экономическим статусом, а также расположением коммерческих объектов по обработке, хранению и удалению опасных отходов. После статистического анализа первое исследование показало, что "процент жителей общины, принадлежащих к расовой или этнической группе, был более сильным предиктором уровня коммерческой активности опасных отходов, чем доход домашних хозяйств, стоимость домов, число неконтролируемых полигоны отходов или расчетное количество опасных отходов, образующихся в промышленности ". Во втором исследовании изучалось наличие неконтролируемых мест токсичных отходов в общинах этнических и расовых меньшинств, и было установлено, что каждые 3 из 5 африканцев и латиноамериканцев живут в общинах с неконтролируемыми участками отходов. Другие исследования, такие как Комиссия по расовому правосудию 1987 года «Токсичные отходы и раса в Соединенных Штатах», установили, что раса является наиболее влиятельной переменной в прогнозировании мест размещения отходов.
Модель «Экономическая / экологическая справедливость», в которой используется модель «Преступник — жертва» при изучении вопросов экологической справедливости, использует более острый объектив для изучения множества сложных факторов, связанных с расой, что способствует акту экологического расизма и несправедливости. Используя эту модель, роль истории и совпадение групп интересов, заинтересованных сторон и организаций рассматриваются в тематических исследованиях экологического расизма. Например, Лернер в издании «Алмаз: борьба за экологическую справедливость в химическом коридоре Луизианы» не только раскрыл роль расы в разделении жителей Алмаза и Норко, но также раскрыл исторические роли компании Shell Oil, поработившей жителей Алмаза, а также история белых рабочих и семей, которые зависели от денежных поощрений компании Shell. Участие сторонних организаций, таких как Bucket Brigade и Greenpeace, также рассматривалось как сила, которую сообщество Алмаза имело в борьбе за экологическую справедливость.
В военное время происходит экологический расизм, который можно проследить в отчетах. Рассматривая израильско-палестинский конфликт, в отчете «Экология Накбы» организации «Друзья Земли» обращается внимание на экологический расизм, который произошел в секторе Газа. Некоторые действия Израиля включают трехдневное прекращение водоснабжения палестинских беженцев и разрушение ферм.
Помимо исследований, которые указывают на случаи экологического расизма, исследования также предоставили информацию о том, как действовать в отношении изменения правил и предотвращения возникновения экологического расизма. В исследованиях, проведенных Даум, Столер и Грант по управлению электронными отходами в Аккре, Гана, важность взаимодействия с различными областями и организациями, такими как фирмы по переработке отходов, сообщества и торговцы металлоломом, и многие другие, подчеркиваются стратегии адаптации, такие как запреты на схемы сжигания и выкупа, которые не оказали большого влияния на изменение практики.
Исследования также показали, что с тех пор, как экологические законы стали известны в США и Европе, компании переместили свои отходы на юг. В Третьем мире меньше внимания уделяется экологическим проблемам, и поэтому они подвержены более дискриминационной практике. Это не остановило активизм, однако, ограничило влияние активизма на политические ограничения. Поскольку эти активисты настаивают на том, что в этих странах все ещё есть компании, уничтожающие землю с помощью вредных химических веществ, которые более дешевые по использованию.

### Активизм
Проявления экологического расизма предшествуют появлению такой терминологии. До 1970-х годов цветные сообщества признавали существование этой проблемы и организовывались против неё. Например, Партия Чёрной Пантеры организовала программы выживания, которые противостояли несправедливому распределению мусора в преимущественно черных районах. Аналогичным образом Young Lords, пуэрто-риканская революционная националистическая организация, базирующаяся в Чикаго и Нью-Йорке, протестовала против загрязнения окружающей среды и токсичных отходов, присутствующих в их сообществе, в рамках своей программы «Борьба с мусором». Эти и другие организации также работали, чтобы противостоять неправильному распределению открытых пространств, ядовитой свинцовой краски и здоровой пищи. Они также предложили программы здравоохранения тем, кто страдает от болезней, которые можно предотвратить, таких как туберкулез. Таким образом, эти организации служат предшественниками более острых движений против экологического расизма.
Мартин Лютер Кинг младший помог пролить свет на несправедливость во многих районах с низким уровнем дохода и условия труда афроамериканцев. За год до убийства Мартин Лютер Кинг младший организовал акцию протеста в Вашингтоне, чтобы подготовить законопроект о помощи бедным и бездомным в Соединенных Штатах. После его убийства и даже с толчком Южно-христианской конференции лидеров (SCLC) этот законопроект так и не был принят. Рабочие латиноамериканского ранчо, составленные Сезаром Чавесом, боролись за права рабочей среды, включая страхование от вредных пестицидов на приусадебных полях Калифорнийской долины Сан-Хоакин. В 1967 году афроамериканцы устроили беспорядки на улицах Хьюстона, чтобы сразиться с городской мусорной свалкой в их регионе, в результате которой погибли двое детей. В 1968 году жители Западного Гарлема в Нью-Йорке безуспешно боролись против размещения очистных сооружений в своем районе.
Один из подходов к активистской деятельности заключается в содействии, разработке и производству возобновляемых источников энергии и интеграции вопросов здравоохранения, экономики и обеспечения готовности в климатическую политику. Тем не менее, несмотря на распоряжение президента Билла Клинтона 12898, между политикой и действиями по-прежнему существуют разногласия, которые группы адвокатов продолжают регулировать.
Со временем движения экологической справедливости и движения за гражданские права слились воедино, и в результате организации экологической справедливости выступили за большее количество этнических групп, и это привело к увеличению разнообразия внутри организации. Слияние очень логично, так как люди, которые больше всего страдают, являются группами меньшинств. Одной из основных экологических проблем, от которых страдают меньшинства, являются неконтролируемые токсичные отходы. Фактором, положившим начало экологической справедливости, является связь между расположением групп меньшинств и полигонами для опасных отходов.
Когда экологический расизм стал общепризнанным в обществе США, он стимулировал общественное движение за экологическую справедливость, которое набирало силу в 1970-х и 1980-х годах в США. Исторически термин «экологический расизм» был связан с движением за экологическое правосудие. Тем не менее, со временем ситуация изменилась настолько, что считается, что в ней нет каких-либо ассоциаций с движением. Массовые организации и кампании возникли в ответ экологический расизм, и эти группы, в основном, требуют участия меньшинств, когда речь идет о разработке политики, касающейся окружающей среды. Эта концепция является международной, несмотря на то, что она была придумана в США. Прекрасным примером является то, что Соединенные Штаты экспортировали свои опасные отходы в бедные страны на Глобальном Юге, потому что они знали, что в этих странах действуют слабые экологические нормы и правила техники безопасности. Маргинализованные сообщества обычно подвергаются риску экологического расизма, поскольку они предоставляют ресурсы и средства для противодействия крупным компаниям, которые сбрасывают эти опасные отходы. Как уже говорилось, экологический расизм носит международный характер, подразумевая, что он происходит не только в Соединенных Штатах.

### Политика и международные соглашения
Экспорт опасных отходов в страны третьего мира является ещё одной растущей проблемой. В период с 1989 по 1994 год из стран Организации экономического сотрудничества и развития (ОЭСР) в страны, не входящие в ОЭСР, было экспортировано около 2611 метрических тонн опасных отходов. Два международных соглашения были приняты в ответ на растущий экспорт опасных отходов в их границы. Организация африканского единства (ОАЕ) обеспокоена тем, что Базельская конвенция, принятая в марте 1989 года, не предусматривает полного запрета на трансграничное перемещение опасных отходов. В ответ на их озабоченность 30 января 1991 года Панафриканская конференция по окружающей среде и устойчивому развитию приняла Бамакскую конвенцию, запрещающую ввоз всех опасных отходов в Африку и ограничивающую их перемещение на континенте. В сентябре 1995 года страны G-77 помогли внести поправки в Базельскую конвенцию, чтобы запретить экспорт всех опасных отходов из промышленно развитых стран (главным образом стран ОЭСР и Лихтенштейна) в другие страны. В 1988 году Организацией африканского единства (ОАЕ) была подписана резолюция, согласно которой сброс токсичных отходов является «преступлением против Африки и африканского народа». Вскоре после этого Экономическое сообщество западноафриканских государств (ЭКОВАС) приняло резолюцию, предусматривающую наказания, такие как пожизненное заключение, для тех, кто был пойман за сброс токсичных отходов.
В условиях глобализации и увеличения числа межнациональных соглашений открываются возможности для случаев экологического расизма. Например, Североамериканское соглашение о свободной торговле 1994 года (НАФТА) привлекло американские фабрики в Мексику, где токсичные отходы были оставлены в общине Колония Чилпансинго и не очищены до тех пор, пока активисты не призвали правительство Мексики очистить отходы.
В США движение за экологическое правосудие использует Закон о гражданских правах (CRA) 1964 года для борьбы с экологическим расизмом в судебных делах. Например, CRA использовался в судебном процессе 1994 года против столичного транзитного управления округа Лос-Анджелес, которое не предоставляло услуги бедным жителям округа Лос-Анджелес. В Канаде был достигнут прогресс в борьбе с экологическим расизмом (особенно в Новой Африке, Шотландии) с принятием законопроекта 111 «Закон о борьбе с экологическим расизмом в законодательной власти Новой Шотландии».
В ответ на фатальное загрязнение дизельного топлива в воздухе вокруг портов в Лос-Анджелесе и Лонг-Бич в 2006 году был принят План действий по чистому воздуху в портах залива Сан-Педро, или CAAP. План действий был создан для уменьшения загрязнения, вызванного портами; в частности, он потребовал снижения загрязнения на 45 % после того, как предложение было введено в действие. Другой уровень цели плана заключался в снижении негативного воздействия грузовых автомобилей на окружающую среду с помощью первоначальных планов Программы чистых грузовиков (CTP), которая предусматривала сокращение использования грузовых перевозок из доков и вместо этого требовала более чистых вариантов, таких как железнодорожные верфи. и склады, которые могли бы улучшить качество воздуха.